# Oberpirk
Oberpirk ist ein Ortsteil der Gemeinde Rosenbach/Vogtl. im sächsischen Vogtlandkreis. Das zur Ortschaft Mehltheuer gehörende Dorf wurde am 1. Januar 1974 nach Mehltheuer eingemeindet, mit dem es am 1. Januar 2011 zur Gemeinde Rosenbach/Vogtl. kam.

## Geographie

### Geographische Lage und Verkehr

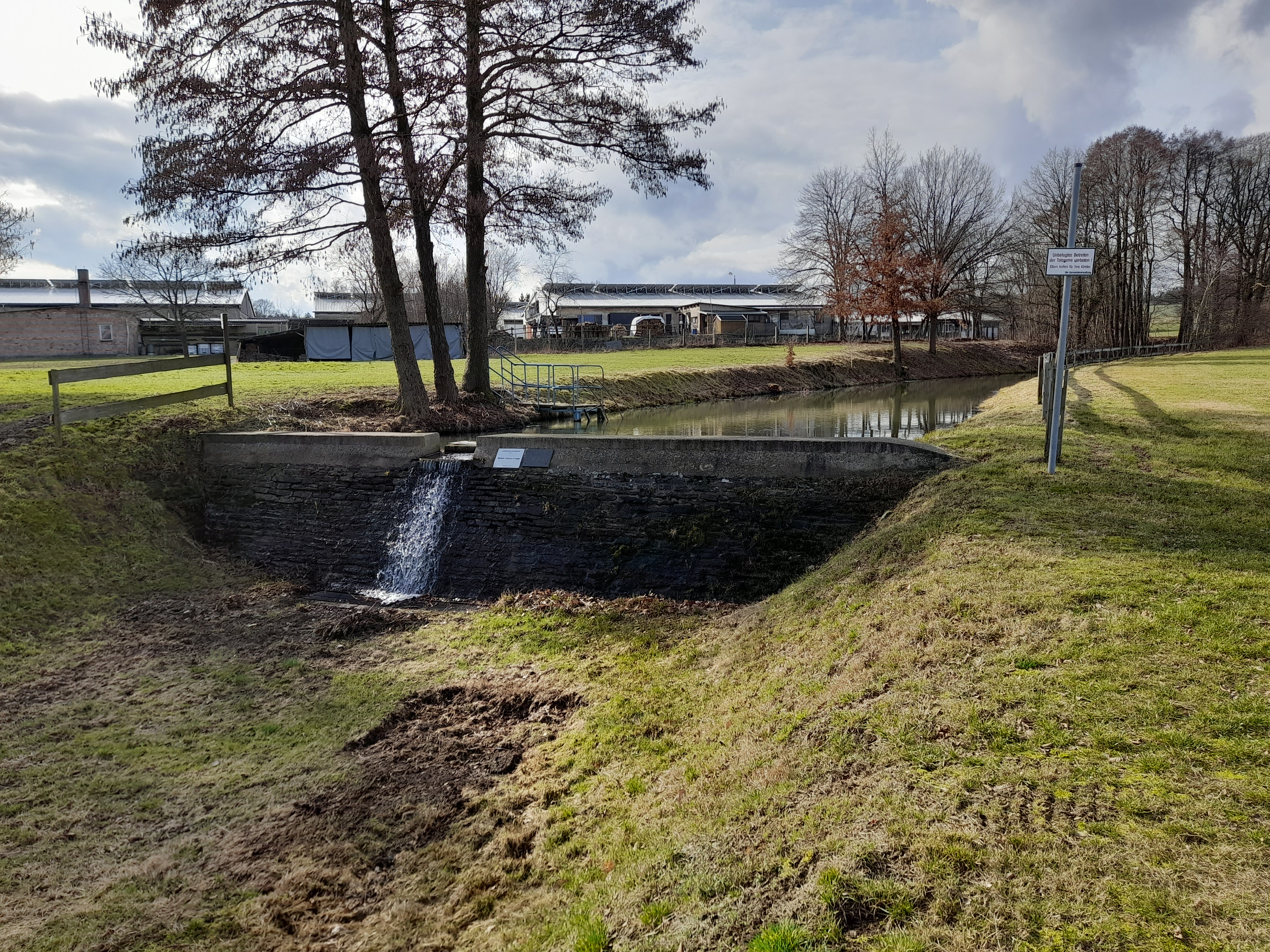
Talsperre Oberpirk

Oberpirk liegt im Norden der Gemeinde Rosenbach/Vogtl. und grenzt im Nordosten an Thüringen. Im Ort fließt der Bach „Höhle“ in den Peintenbach, der wiederum in die Weida mündet. In Oberpirk befindet sich die Talsperre Oberpirk, welche als die kleinste Talsperre Europas gilt. Oberpirk liegt im Nordwesten des Vogtlandkreises und im sächsischen Teil des historischen Vogtlands. Geographisch liegt der Ort im Zentrum des Naturraums Vogtland (Übergang vom Thüringer Schiefergebirge ins Mittelvogtländische Kuppenland).
Im Ort mündet die Staatsstraße 316 in die Bundesstraße 282. Durch die südliche Ortsflur nahe der zu Oberpirk gehörenden Bitthäuser verläuft die Bahnstrecke Leipzig–Hof, die nächstgelegenste Station ist der Bahnhof Mehltheuer.
Oberpirk wird im Zweistundentakt von der TaktBus-Linie 42 des Verkehrsverbunds Vogtland angebunden. Diese verkehrt nach Plauen sowie nach Pausa und Zeulenroda. Die RufBus-Linie 44 führt über Demeusel nach Kornbach.

### Nachbarorte
Oberpirk grenzt an fünf weitere Ortsteile der Gemeinde und einen Ortsteil der Gemeinde Zeulenroda-Triebes im thüringischen Landkreis Greiz.
| Unterpirk |                                             | Bernsgrün (Zeulenroda-Triebes) |
|           | Kompassrose, die auf Nachbargemeinden zeigt | Mehltheuer                     |
| Drochaus  | Leubnitz                                    | Fasendorf                      |

## Geschichte
Das Zeilendorf Oberpirk wurde im Jahr 1402 erstmals als zu obern Pirck erwähnt, es ist somit jünger als der bereits 1357 erwähnte Nachbarort Unterpirk. Die Bedeutung des Namens leitet sich damit von „Ort bei der Birke oder am Birkengehölz“ ab. Die Schreibweise wandelte sich über Obern Birck, Pirgk, das Öbere, zu Bircke, Oberbirck und andere zum aktuellen Namen Oberpirk. Die Bitthäuser in der südöstlichen Ortsflur existierten bereits um 1600 und umfassten zwei Häuser, von denen das eine zum Rittergut Leubnitz und das andere zum Rittergut Schneckengrün gehörte. Bezüglich der Grundherrschaft gehörte das Dorf Oberpirk bis 1856 anteilig zu den Rittergütern Leubnitz und Kauschwitz und als Amtsdorf zum kursächsischen bzw. königlich-sächsischen Amt Plauen. 1856 wurde der Ort dem Gerichtsamt Pausa und 1875 der Amtshauptmannschaft Plauen angegliedert. Kirchlich gehört Oberpirk seit jeher zu Leubnitz. Im Jahr 1831 wurde in Oberpirk auf der Höhe in Richtung Mehltheuer eine Bockwindmühle erbaut. Sie wurde vermutlich bis 1919 betrieben, wenn die in der Umgebung befindlichen Wassermühlen aufgrund trockener Phasen nicht arbeiten konnten. Das noch erhaltene Mühlenhaus wird heute als Taubenschlag genutzt.
Durch die zweite Kreisreform in der DDR kam die Gemeinde Oberpirk im Jahr 1952 zum Kreis Plauen-Land im Bezirk Chemnitz (1953 in Bezirk Karl-Marx-Stadt umbenannt). Im Jahr 1954 entstand auf der alten stillgelegten Straße nach Mühltroff, einem Hohlweg, die Talsperre Oberpirk. Sie besitzt eine 12 Meter breite Staumauer und eine Staumauer von 2,50. Mit einer Länge von 100 Metern und einer Breite von 10 Metern gilt sie als kleinste Talsperre Europas.
Am 1. Januar 1974 wurde Oberpirk nach Mehltheuer eingemeindet. Als Ortsteil von Mehltheuer kam Oberpirk im Jahr 1990 zum sächsischen Landkreis Plauen, der 1996 im Vogtlandkreis aufging. Durch den Zusammenschluss von Mehltheuer mit Leubnitz und Syrau gehört Oberpirk seit dem 1. Januar 2011 zur Gemeinde Rosenbach/Vogtl.

### Entwicklung der Einwohnerzahl
| Jahr | Einwohnerzahl                                                    |
| ---- | ---------------------------------------------------------------- |
| 1557 | 11 besessene Mann, 9 Inwohner                                    |
| 1764 | 18 besessene Mann, 1 Gärtner, 2 Häusler, 10 Hufen je 30 Scheffel |
| 1834 | 156                                                              |
| 1871 | 285                                                              |
| 1890 | 262                                                              |
| 1910 | 378                                                              |
| 1925 | 454                                                              |
| 1939 | 412                                                              |
| 1946 | 460                                                              |
| 1950 | 460                                                              |
| 1964 | 401                                                              |
| 2011 | 194                                                              |

## Sehenswürdigkeiten
- Talsperre Oberpirk, die kleinste Talsperre Europas[13]